# Impressão digital

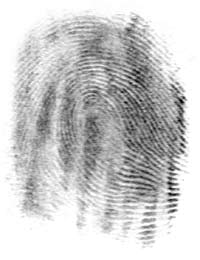
Datilograma, ou impressão digital, registrado em papel.

Impressão digital (tecnicamente datilograma ou dermatoglifo) é o desenho formado pelas papilas (elevações da pele), presentes nas polpas dos dedos das mãos, deixado em uma superfície lisa. As impressões digitais são únicas em cada indivíduo, sendo distintas inclusive entre gêmeos univitelinos. Tal característica, chamada unicidade, as faz serem utilizadas como forma de identificação de pessoas há séculos.
As papilas são formadas durante a gestação e acompanham a pessoa até a morte, sem apresentar mudanças significativas. Esta propriedade é conhecida como imutabilidade. A impressão digital apresenta pontos característicos e formações que permitem a um perito papiloscopista identificar uma pessoa de forma bastante confiável. Tal comparação é também feita por sistemas computadorizados, os chamados sistemas AFIS (Automated Fingerprint Identification System, Sistema de Identificação Automatizada de Impressão Digital).
Algumas pessoas, contudo, apresentam as pontas dos dedos lisas, o que caracteriza a chamada Síndrome de Nagali; nestes casos, a identificação é feita pela íris ou outra forma de identificação biométrica adequada. Em 2006, pesquisadores da Faculdade de Medicina de Haifa, em Israel, anunciaram ter descoberto que tal síndrome é decorrente do mau funcionamento de uma proteína conhecida como queratina 14.
A utilização de impressões digitais para identificar pessoas existe desde a Antiguidade em diversos lugares, como Mesopotâmia, Turquestão, Índia, Japão e China, com o objetivo de autenticar documentos e selar acordos civis e comerciais. O primeiro sistema de identificação por impressões digitais foi criado por Francis Galton, com base em anotações anteriores de outros autores. A primeira utilização de uma impressão digital para  prender e condenar um criminoso ocorreu na França, em 1902. As impressões são usadas para carteiras de identidade.

## Pontos característicos
Designam-se por "pontos característicos" as particularidades papilares que, quando vistas pormenorizadamente oferecem as marcas no seu curso pelo dactilograma natural e pela sua impressão. Estas particularidades são as convergências, desvios, planuras, interrupções, fragmentos, etc. das cristas e dos sulcos.

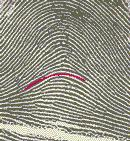
Arco
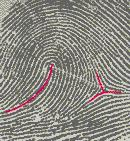
Presilha Interna
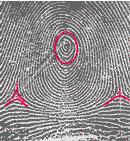
Verticilo

### Cristas papilares
São os relevos epidérmicos situados na palma das mãos e na planta dos pés.
São glândulas de secreção de suor situadas na derme. Constam de um tubo situado no tecido celular subcutâneo, formado por um glomérulo glandular com um canal rectilíneo, que atravessa a derme, para rematar na capa córnea da epiderme, concretamente no poro, que é um orifício situado nos lados das cristas papilares, e pelo qual se expulsa o suor ou outras secreções.
Uma vez que o suor sai para o exterior, derrama-se pelas cristas e mistura-se com a gordura natural da pele, dando lugar a que quando se toque ou manipule um objecto apto para a retenção de pegadas, estas fiquem impressas no mesmo.

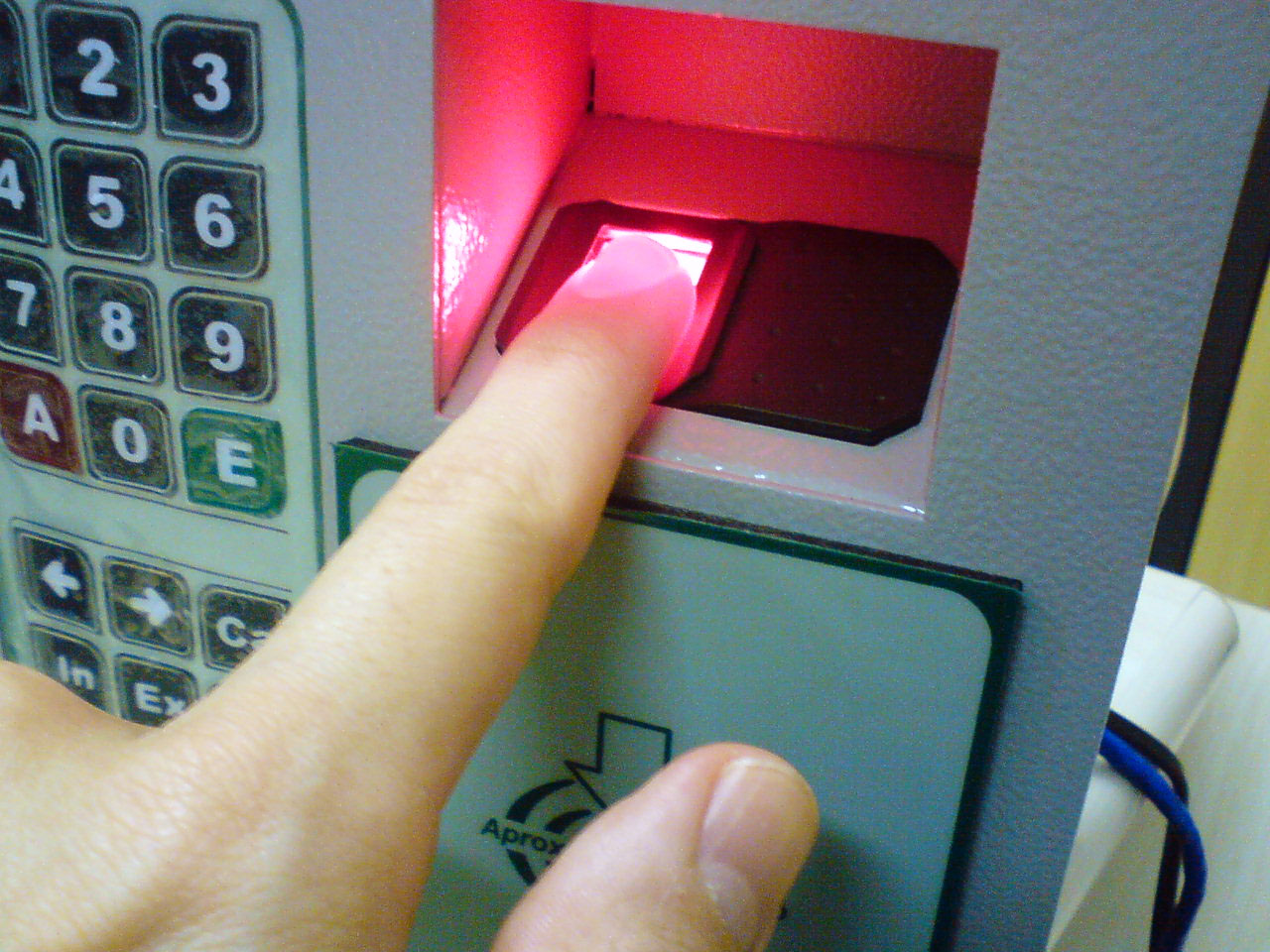
Identificação pela impressão digital

### Sulcos interpapilares
São as depressões que separam as cristas papilares.

### Desenhos papilares
São formados pelas cristas papilares e sulcos interpapilares. Está demonstrado cientificamente, e comprovado pela experiência, que são perenes, imutáveis e diversiformes:
- São perenes, porque desde que se formam no sexto mês da vida intrauterina, permanecem invariáveis em número, situação, forma e direcção até que a putrefacção cadavérica destrua a pele.
- São imutáveis, já que as cristas papilares não podem modificar-se fisiologicamente. Se houver um traumatismo pouco profundo, regeneram-se, e se é profundo, as cristas não reaparecem com forma distinta da que tinham. Apenas a parte afectada pelo traumatismo fica invadida por um desenho próprio da cicatrização.
- São diversiformes,pois ainda não foram encontradas duas impressões idênticas produzidas por dedos diferentes.

## Tipos

### Exemplar
Impressões exemplares é o nome dado a impressões coletadas deliberadamente de um sujeito, seja para fins de inscrição em um sistema ou quando preso por suspeita de um crime. Elas podem ser coletadas usando digitalização ou tinta em cartões de papel.

### Latente
Embora latente signifique oculto ou invisível, no ramo da ciência forense uma impressão latente significa qualquer impressão acidental deixada de rebordo pelo contato com a pele friccionada em uma superfície, independentemente de ser visível ou invisível no momento do contato. As técnicas de processamento eletrônico, químico e físico permitem a visualização de resíduos invisíveis de impressão latente, sejam eles de suor natural na pele ou de um contaminante, como óleo de motor, sangue, tinta ou alguma outra forma de sujeira.
Impressões latentes podem exibir apenas uma pequena porção da superfície de um dedo e isso pode ficar manchado, distorcido, sobreposto por outras impressões do mesmo ou de indivíduos diferentes. Por esse motivo, as impressões latentes geralmente apresentam uma "inevitável fonte de erro ao fazer comparações", pois geralmente "contêm menos clareza, menos conteúdo e menos informações do que uma impressão digital tirada sob condições controladas e muito menos detalhes comparados a os padrões reais de sulcos de um dedo ".

### Patente
Impressões de patentes são impressões aleatórias que são visíveis a olho nu e que foram causadas pela transferência de material estranho de um dedo para uma superfície. Alguns exemplos óbvios seriam impressões de farinha e argila molhada. Como elas já são visíveis e não precisam de aprimoramento, geralmente são fotografados em vez de serem processados da mesma forma que as impressões latentes. Uma tentativa de preservar a impressão real é sempre feita para apresentação posterior no tribunal, e há muitas técnicas usadas para fazer isso. Impressões patentes podem ser deixadas em uma superfície por materiais como tinta, sujeira ou sangue.

### Plástica
Uma impressão plástica é uma impressão de rebordo deixada em um material que mantém a forma da impressão. Embora muito poucos criminosos fossem descuidados o suficiente para deixar suas impressões em um pedaço de argila molhada, isso faria uma impressão plástica perfeita. Os exemplos comumente encontrados são cera de vela derretida, massa de vidraceiro removida do perímetro de vidraças e depósitos espessos de gordura nas partes do carro. Essas impressões já são visíveis e não precisam de aprimoramento, mas os pesquisadores não devem subestimar o potencial de que as impressões latentes invisíveis depositadas por cúmplices também possam estar em tais superfícies. Depois de fotografar essas impressões, deve ser feitas tentativas para desenvolver outras impressões não plásticas depositadas a partir do suor ou outros contaminantes.

### Gravação eletrônica
Estudos recentes descobriram que a melhoria das câmeras com a crescente dos smartphones pode ter um alto impacto na segurança dos usuários: a câmera traseira de um dispositivo pode ser usada para capturar uma imagem do dedo do usuário . No 31º Chaos Communication Congress, foi apresentado como as DSLRs de alta resolução e equipadas com uma lente de foco longo podem ser usadas para capturar imagens de mãos, ou mais especificamente, dedos.

### Pegadas
A pele do rebordo presente nas solas dos pés e dedos dos pés é tão única em seus detalhes quanto os dedos e as palmas das mãos. Quando recuperadas em cenas de crime ou em itens de evidência, impressões de sola e pés podem ser usadas da mesma maneira que impressões de dedos e palmas para efetuar identificações. Impressões dos pés de bebês, junto com o polegar ou dedo indicador de mães, ainda são comumente registrados em hospitais para auxiliar na verificação da identidade dos bebês. Não é incomum que os registros militares de passageiros em um voo incluam impressões de seus pés, pois eles ficam protegidos dentro de sapatos ou botas e tendem a sobreviver ao trauma, por exemplo, de um acidente de avião (e ao fogo que o acompanha) melhor que os dedos.